# Cratérope de brousse
Argya striata
Espèce
Statut de conservation UICN

 LC  : Préoccupation mineure
Le Cratérope de brousse (Argya striata) est une espèce de passereaux appartenant à la famille des Leiothrichidae. 

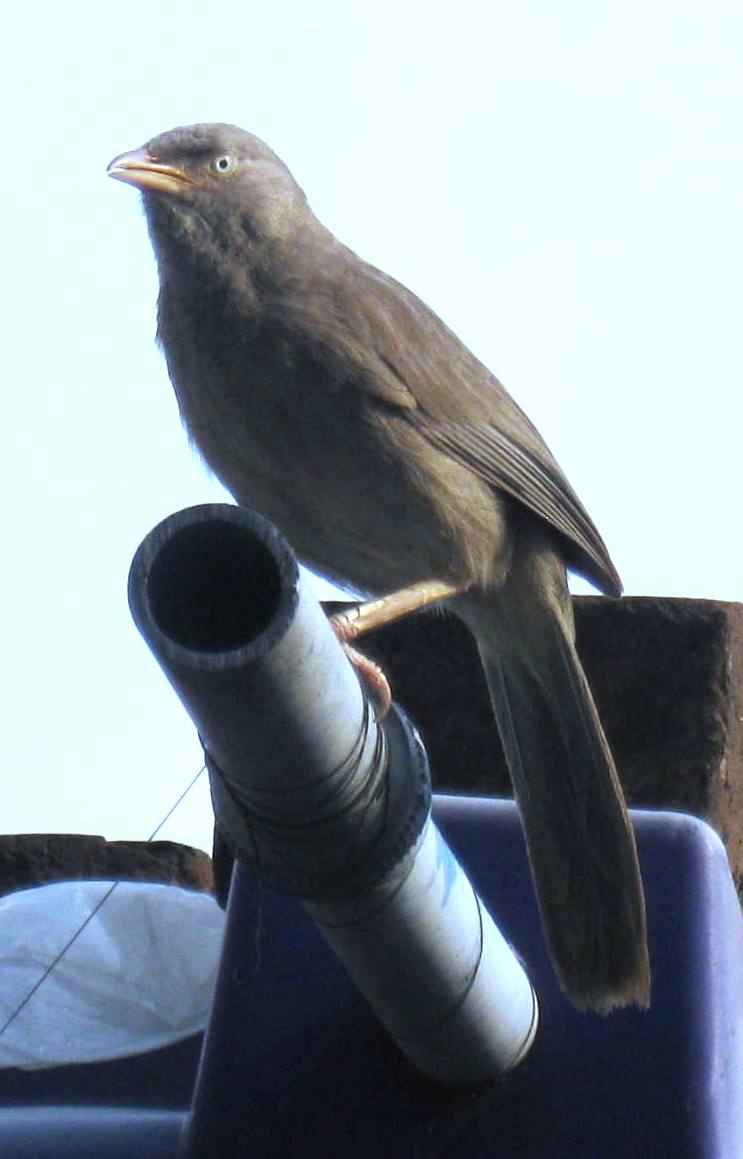
Cratérope de brousse

## Répartition et comportement
Cet oiseau vit dans le sud de l'Asie. Ce sont des oiseaux grégaires qui se nourrissent en petits groupes de six à dix oiseaux, une habitude qui leur a valu des noms populaires locaux signifiant « sept frères » ou « sept sœurs » dans diverses langues régionales.
C'est un oiseau commun dans la plus grande partie du sous-continent indien et qu'on voit souvent dans les jardins des grandes villes ainsi que dans les zones boisées. 

## Taxonomie
Le Cratérope de Ceylan (Argya rufescens) en était jadis considéré comme une sous-espèce, mais il est devenu une espèce à part entière.